# Club de Fútbol Atlètic Amèrica
El CF Atlètic Amèrica es un club de fútbol de Andorra de la parroquia de Las Escaldas-Engordany  que disputaba la Segunda División de Andorra.
El club también tiene un equipo de futsal que disputaba la Primera División de Fútbol Sala de Andorra.

## Historia
Fue fundado el 9 de marzo de 2010 y debutó en la liga de Andorra en la temporada 2015-16, en la Segunda División.
En la temporada 2022-23 logró el ascenso a la Primera División de Andorra por primera vez en su historia, pero en la temporada siguiente fue descendido y volvió a Segunda.

## Temporadas
| Temporada |                 | Pos.           | PJ.          | G            | E            | P            | GF           | GC           | DG           | Pts          | Copa             |
| --------- | --------------- | -------------- | ------------ | ------------ | ------------ | ------------ | ------------ | ------------ | ------------ | ------------ | ---------------- |
| 2015-16   | Segona Divisió  | 7              | 23           | 8            | 2            | 13           | 52           | 57           | -5           | 26           | No participó     |
| 2016-17   | Segona Divisió  | 3              | 23           | 13           | 4            | 6            | 57           | 42           | +15          | 43           | Cuartos de final |
| 2017-18   | Segona Divisió  | 10 (eliminado) | 18           | 5            | 1            | 12           | 19           | 48           | -29          | 16           | No participó     |
| 2018-19   | Segona Divisió  | no participó   | no participó | no participó | no participó | no participó | no participó | no participó | no participó | no participó | No participó     |
| 2019-20   | Segona Divisió  | 7              | 16           | 3            | 0            | 13           | 30           | 64           | -34          | 9            | No participó     |
| 2020-21   | Segona Divisió  | 5              | 14           | 5            | 1            | 8            | 11           | 19           | -8           | 16           | Primera ronda    |
| 2021-22   | Segona Divisió  | 4              | 26           | 12           | 3            | 11           | 61           | 46           | +15          | 39           | Primera ronda    |
| 2022-23   | Segona Divisió  | 2              | 24           | 17           | 4            | 3            | 71           | 27           | +44          | 55           | Cuartos de final |
| 2023-24   | Primera Divisió | 10             | 27           | 3            | 2            | 22           | 22           | 89           | -67          | 11           | Cuartos de final |
| 2024-25   | Segona Divisió  | 2              | 16           | 9            | 3            | 4            | 35           | 16           | +19          | 30           | Cuartos de final |

## Entrenadores
- Julio Olortegui (2016–2023)[9][10][11][12][13]
- Cristian Lara (2024–presente)[3]